# Dudley North
Dudley North(Westminster, 16 de maio de 1641 – Londres, 31 de dezembro de 1691) foi um mercador, político e economista inglês, e escritor sobre livre comércio.

## Vida
Foi o quarto filho de Dudley North, 4º Barão de North. Nos primeiros anos da sua vida foi levado por ciganos e depois recuperado pela sua família. Esteve envolvido no comércio externo, em particular com a Turquia, e viveu vários anos em Constantinopla e Esmirna.
Tendo voltado para Londres com fortuna acumulada, ele continuou a negociar com o Levante. O seu conhecimento sobre comércio atraiu a atenção do governo, para além de ter sido recomendado pelo seu influente irmão Lord Guilford. Durante a reação Tory, na regência de Carlos II, foi um dos xerifes da cidade de Londres para assegurar veredictos para a coroa em julgamentos do Estado.
Foi nomeado cavaleiro e foi nomeado comissário da alfândega, e mais tarde do Tesouro e novamente da alfândega. Tendo sido eleito deputado no tempo de James II, ele tomou, segundo Roger North, o lugar do gerente para a coroa em todos os assuntos de receitas. Após a Revolução Gloriosa foi chamado a prestar contas sobre alegados procedimentos inconstitucionais no desempenho da função de xerife.

## Obra
Algumas observações sobre os costumes do Oriente foram impressas pelo seu irmão, a partir dos seus apontamentos.
Seu tratado intitulado Discourses upon Trade, abordando principalmente o juro e moeda, foi publicado anonimamente em 1691 e foi editado em 1856 por J. R. McCulloch em Select Collection of Early English Tracts on Commerce ' impresso pelo Political Economy Club of London. Nesta afirmação da doutrina do comércio livre aposta ao sistema de proibições que ganhou força com a Revolução Inglesa, North mostra que a riqueza pode existir independentemente do ouro ou da prata, sendo a sua fonte sendo o engenho humano, aplicada tanto no cultivo do solo ou na manufatura. É um erro supor que a estagnação do comércio resulta da retenção do dinheiro. Ele é resultado da escassez no mercado doméstico, ou de uma perturbação do comércio exterior, ou da redução do consumo causado pela pobreza. A exportação de dinheiro no decurso do comércio, em vez de diminuir, aumenta a riqueza nacional, dado o comércio ser apenas a troca de bens supérfluos. As nações estão interligadas ao mundo da mesma forma que as cidades estão ao Estado e famílias à cidade. North, mais que os seus antecessores, enfatiza o valor do comércio doméstico.
Com relação ao juro do capital, ele defende que ele depende, tal como o preço de qualquer produto, da proporção da oferta e da procura, sendo que uma taxa baixa é o resultado de um aumento relativo do capital não podendo ser provocada por regulação arbitrária, como havia sido proposto por Sir Josiah Child e outros. Ao discutir a questão do livre comércio, ele defende que dar vantagem a um interesse em contrapartida de outro é prejudicial ao público geral. Nenhum negócio gera prejuízo para o público; se assim fosse, ele não existiria; quando os negócios prosperam, também o público geral, onde está inserido, prospera. Os preços devem ser determinados por si e não podem ser fixados na lei; todas as interferências forçadas prejudicam mais do que beneficiam. Nenhum povo pode tornar-se rico através da regulação do Estado, apenas pela paz,  indústria, liberdade e atividade económica sem entraves.
North foi nomeado por Wilhelm Roscher como membro do triunvirato da escola inglesa de economistas do século XVII, tendo os outros membros sido John Locke e William Petty.